# ロイス・レイン
- ロイス・レーン
- ロイス・レイン

ロイス・レイン（英: Lois Lane）は、DCコミックスの出版するアメリカン・コミックス『スーパーマン』に登場する架空の人物。ジェリー・シーゲルとジョー・シャスターによって創造され、1938年のアクション・コミックス誌第1号で初登場した。スーパーマンの妻であり、ジョナサン・サミュエル・ケントの母親。

## 概要
ロイス・レインのキャラクターは、モデルのジョアン・カーター、女優のグレンダ・ファレルが演じた1930年代の映画『Torchy Blane』に登場する女性記者から影響を受け、名前は女優のローラ・レインから取られた。また、実在した女性ジャーナリスト、ネリー・ブライの影響も受けているという。
アメリカン・コミックスのシルバー・エイジと呼ばれる1950年代から1970年代にはロイス・レインを主人公としたスピンオフ作品『Superman's Girl Friend, Lois Lane』が出版された。1970年代から1980年代にはスーパーマンの関連キャラクターを主役にしたオムニバス作品『スーパーマン・ファミリー』のシリーズに登場した。2015年からはロイス・レインを主人公にしたヤングアダルト小説が刊行されている。
長年にわたり様々な作家によってクラーク・ケントの同僚記者、スーパーマンの恋人や夫婦という関係性で描かれてきた。1960年代にマルチバースの概念が導入されると作品によって設定が異なり、「アース2」では1978年にスーパーマン（クラーク・ケント）と結婚、「アース3」や『スーパーマン: レッド・サン』ではレックス・ルーサーと結婚している。

## 人物
本名：ロイス・ジョアンヌ・レイン゠ケント (Lois Joanne Lane-Kent)
軍人である父サム・レインと母エラ・レインの間に生まれ、ルーシー・レインという名前の妹がいる。気の強い行動的な女性で、その行動力と運からデイリー・プラネット新聞社の記者の中でもスクープを手にする事が多い。
ある日、ロイスは飛行機事故に巻き込まれたところを偶然居合わせたクラークに助けられ、その時の様子を記事にして空を飛ぶ謎の人物を「スーパーマン」と名付ける。クラークがメトロポリスに移住しスーパーマンとして活動を始めてからは、その活躍をペリー・ホワイトやジミー・オルセンと共に追い続ける。
その一方で、デイリー・プラネット新聞社へ入社した「クラーク・ケント」と徐々に親しくなり付き合い始め、紆余曲折を経てクラークからのプロポーズを受け入れた。その後、クラークからスーパーマンと同一人物であることを明かされる。『デス・オブ・スーパーマン』でスーパーマンが死と復活を果たした後、ロイスとクラークは改めて交際を再開し『スーパーマン: ウェディング・アルバム』で結婚した。
ジョン・ケントを出産後はカリフォルニア州へ移住し、その時期を描いた『スーパーマン: ロイス&クラーク』では子育てをしながら匿名作家として生計を立てる。ジョンの成長後、ケント一家はニューヨーク州ハミルトンへ移住し、ロイスはデイリー・プラネット新聞社へ記者として復帰する。

## 他のバージョン

### アース2
「アース2」のロイス・レーンはピッツデールと呼ばれる町の農家の娘で、アース2のスーパーマン（クラーク・ケント）と結婚し幸せな時を過ごしていた。しかし1985年の『クライシス・オン・インフィニット・アース』で、アンチモニターによってアース2が消滅してしまい、アース2のスーパーマンとともに、アース3のアレクサンダー・ルーサーに救われる。2005年の『インフィニット・クライシス』で、アレクサンダー・ルーサーとスーパーボーイ・プライムによってアース2は復活するが、ロイスは死亡してしまう。その死は、アース2のスーパーマンがアース1のスーパーマンに襲い掛かるという事態にまで発展する。2009年の『ブラッケストナイト』ではブラックランタン隊として復活する。アース2のスーパーマンとともにスーパーボーイに襲い掛かるという活躍を見せる。

### スーパーウーマン
1943年に初登場し、スーパーマンの血を輸血された事でスーパーマン（クラーク・ケント）と同じ能力を得ている。スーパーマンはロイス・レーンの活躍を陰ながら支えていくが、能力は物語の進行とともに次第に消えていった。この一件は、ロイスがスーパーマンの正体を知るきっかけの1つとなっている。
善悪が逆転した並行世界「アース3」では、アース1のワンダーウーマンやアース2のスーパーウーマンに対応する形で登場する。このスーパーウーマンも名前がロイス・レーンであるものの、ヴィランという立場となっている。魔法の金色の投げ縄を使用し、相手を束縛することができるほか、真実を話させる自白剤的な役割も持ち、さらに彼女が思い描く形に投げ縄を変化させることができる。

### レッドトルネード
DCユニバースが52個の宇宙に分裂した「アース2」でも、ダークサイドの部下によりやはり死亡してしまう。死後、記憶と人格を移植されたレッドトルネードとして起動する。風を操る能力があり、弟のような存在の二代目スーパーマン（ヴァル゠ゾッド）に飛行方法などを教える。

## 書誌情報

### 漫画
- Superman's Girlfriend Lois Lane Archives Vol.1

2012年1月3日発売、ISBN 978-1401233150
- Lois Lane A Celebration of 75 Years

2013年11月27日発売、ISBN 978-1401247034

### 小説
グウェンダ・ボンドによるロイス・レインのノベルシリーズ。
- Fallout (Lois Lane)[23]

ハードカバー - ISBN 978-1630790059
ソフトカバー - ISBN 978-1630790066
- Double Down (Lois Lane)[24]

ハードカバー - ISBN 978-1630790387
ソフトカバー - ISBN 978-1630790394
- Triple Threat (Lois Lane)[25]

ハードカバー - ISBN 978-1630790820
ソフトカバー - ISBN 978-1630790844

## スピンオフ
DCコミックス・ボムシェルズ
17歳の新聞の立ち売り「エロイザ・"ロイス"・レイン」として登場している。
スーパーマン・ファミリー・アドベンチャーズ
アート・バルタザールとフランコによる絵本風にアレンジしたシリーズ。

## 映画
スーパーマン (1940年代のアニメ映画) (1941年-1943年)
声 - ジョアン・アレクサンダー
スーパーマン (1948年の映画) (1948年)
演 - ノエル・ニール
アトムマン vs スーパーマン (1950年)
演 - ノエル・ニール
スーパーマン (1978年) スーパーマンII (1981年) スーパーマンIII (1983年) スーパーマンIV (1987年)
演 - マーゴット・キダー
スーパーマン リターンズ (2006年)
演 - ケイト・ボスワース

### DCEU
DCエクステンデッド・ユニバースではエイミー・アダムスが演じ、日本語吹き替えを中村千絵が担当している。
マン・オブ・スティール (2013年)
バットマン vs スーパーマン ジャスティスの誕生 (2016年)
ジャスティス・リーグ (2017年)
ジャスティス・リーグ:ザック・スナイダーカット（2021年）

### DCU
DCユニバースでは、レイチェル・ブロズナハンが演じ、日本語吹き替えを種﨑敦美が担当している。
スーパーマン (2025年)

## ドラマ
スーパーマン (テレビドラマ) (1952年-1958年)
演 - フィリス・コーツ/ノエル・ニール
LOIS&CLARK/新スーパーマン (1993年-1997年)
演 - テリー・ハッチャー、日本語吹き替え - 日野由利加
ヤング・スーパーマン (2001年-2011年)
演 - エリカ・デュランス、日本語吹き替え - 園崎未恵
SUPERGIRL/スーパーガール (2015年-現在)
演 - ビッツィー・トゥロック

## アニメ

### テレビアニメ
スーパーマン新冒険 (1966年-1970年)
声 - ジョアン・アレクサンダー
スーパーマン (アニメ) (1996年-2000年)
声 - ダナ・デラニー、日本語吹き替え - 佐藤ゆうこ
ジャスティス・リーグ (2001年-2004年)
声 - ダナ・デラニー、日本語吹き替え - 佐藤ゆうこ
ジャスティス・リーグ・アンリミテッド (2004年-2006年)
声 - ダナ・デラニー
ザ・バットマン (2004年-2008年)
声 - ダナ・デラニー、日本語吹き替え - 佐藤ゆうこ
バットマン:ブレイブ&ボールド (2008年-2011年)
声 - シリーナ・アーウィン
Tales of Metropolis (2013年)
声 - マリア・バンフォード
短編アニメのオムニバス『DC Nation Shorts』のエピソード。現在は公式サイトで無料公開されている。
1. 『Tales of Metropolis - "Lois" (full)』 - YouTube
2. 『Tales of Metropolis - "Bizarro" (full)』 - YouTube

DCスーパーヒーロー・ガールズ (2015年-現在)
声 - アレクシス・G・ザル
ジャスティス・リーグ・アクション (2016年-2018年)
声 - タラ・ストロング

### 長編アニメ
スーパーマン:ブレイニアック・アタック (2006年)
声 - ダナ・デラニー
スーパーマン:ドゥームズデイ (2007年)
声 - アン・ヘッシュ
オールスター・スーパーマン (2011年)
声 - クリスティーナ・ヘンドリックス
ジャスティス・リーグ:ドゥーム (2012年)
声 - グレイ・デリスル
スーパーマン VS. エリート (2012年)
声 - ポーリー・ペレット
スーパーマン:アンバウンド (2013年)
声 - スタナ・カティック
ジャスティス・リーグ:アトランティスの進撃 (2015年)
声 - ジュリエット・ランドー
デス・オブ・スーパーマン (アニメ) (2018年)
声 - レベッカ・ローミン
レイン・オブ・ザ・スーパーメン (アニメ) (2019年)
声 - レベッカ・ローミン